# Zenta Zizler
Zenta Zizler, verheiratete Zenta Vogl-Zizler (* 16. Juli 1909 in Fürth; † 13. Dezember 2010 in München), war eine deutsche Bildhauerin.

## Leben
Zenta Zizler war eine Tochter des Mannheimer Stadtoberbaudirektors Josef Zizler und dessen Ehefrau Margaretha Zizler, geborene Lindner und wuchs in Mannheim auf, wo sie von 1921 bis 1926 das Liselotte-Gymnasium besuchte. Sie studierte in München bei den Professoren Emil Preetorius und Richard Klein und gehörte der ersten Bühnenbildkunstklasse Deutschlands an, wandte sich aber dann der Bildhauerei zu.
1943 heiratete sie den Bildhauer Hans Vogl. Das Ehepaar zog 1947 in ein Atelier am Künstlerhof 17 im Münchner Stadtteil Neuhausen. Im selben Jahr wurde der Sohn Michael Vogl geboren. Die Enkel Fabian und Severin wurden 1978 und 1982 geboren und sind wie ihre Eltern und Großeltern künstlerisch tätig. Severin Vogl drehte unter anderem den Film Atelierbesuche im Künstlerhof, in dem er seine Großmutter porträtierte. Eine Ausstellung über die Künstlerfamilie Vogl-Zizler fand 2009 im Pasinger Rathaus statt.

## Werke

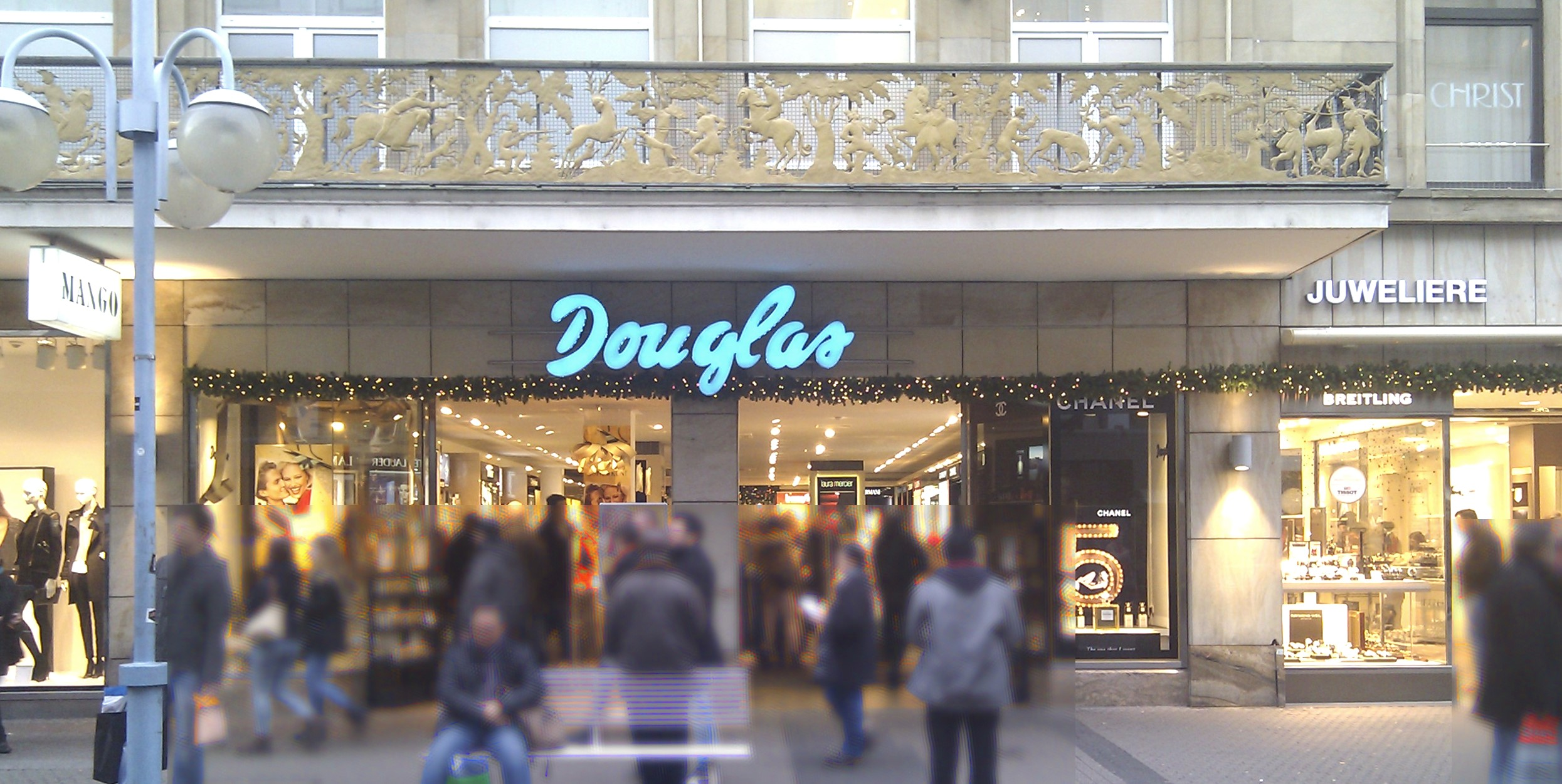
Ein Teil des Carl-Theodor-Reliefgeländers ist über dem Ladengeschäft zu sehen.

Josef Zizler ließ in den Jahren 1932 bis 1937 die Gebäude P 5 und P 6 in der Mannheimer Innenstadt errichten. Für das Balkongeländer von P 5 in den Mannheimer Planken entwarf Zenta Zizler ein Relief, das den Kurfürsten Carl Theodor auf der Jagd zeigt. Zizlers Vorlage wurde von den Kunstschmieden Karl und Friedrich Guiege umgesetzt. Das Bauwerk P 5 beherbergte einst das Tanzcafé Koschenhassen, das 1936 eröffnet wurde. Das Gebäude mit dem Zizler-Balkonrelief ist denkmalgeschützt.
In der Nördlichen Auffahrtsallee 32 in Nymphenburg steht Zenta Zizlers Bronzefigur Mädchen mit Zweig, am Nymphenburger Kanal ihre Flora. Die Vier Elemente an der Fassade des Deutschen Museums und der Heilige Winthir am Eingang zur Winthirschule wurden von Zenta Zizler und ihrem Mann entworfen. Die Schule war bereits 1912 eingeweiht und schon zu diesem Zeitpunkt mit einer steinernen Darstellung des Winthir, des Ortspatrons von Neuhausen, geschmückt gewesen. Das bronzene Standbild, das Zenta Zizler und Hans Vogl entworfen hatten, kam im Jahr 1984 hinzu.
Vor dem Hintereingang der Perlacher Hauptschule in der Albert-Schweitzer-Straße 59 steht ihre Skulptur Schäfer, die um 1970 geschaffen wurde. Dieses Kunstwerk erinnert daran, dass das dortige Gelände vor dem Bau der Trabantenstadt Neuperlach als Weideland genutzt wurde. Den Pausenhof einer weiteren Schule, der 1963 fertiggestellten damaligen Volksschule Walliser Straße, mittlerweile umbenannt in Mittelschule München, Walliser Straße 5, stattete Zenta Zizler mit einer Bronzeplastik aus, die die Gänseliesel darstellt.
Zenta Zizler nahm an der Großen Kunstausstellung 1956 in München teil. Sie war Mitglied der GEDOK, der Fédération Internationale Culturelle Féminine Paris und des Arbeitskreises 68 in Wasserburg am Inn.
Zenta Zizler, die vor allem Kleinplastiken schuf und sich in der Hauptsache mit der menschlichen Figur auseinandersetzte, war noch im Alter von 100 Jahren künstlerisch tätig. Sie verbrachte ihre letzten Lebensjahre im Münchenstift und starb im Alter von 101 Jahren. Sie wurde auf dem Friedhof am Perlacher Forst in München beigesetzt.